# Название Швеции
Название Швеции на шведском языке звучит как швед. Sverige (слушать)о файле. Оно происходит от древнескандинавского svear-rige — «государство свеев (шведов)», которые назывались Sweon/Sweonas. Это самоназвание в форме Swerike встречается в шведских источниках с конца XIII века, в форме Svearike — с XIV века, а также в исландских источниках в форме Svíaríki и древнегутнийских в виде Suiariki. В Средние века этот топоним использовался лишь применительно к Свеаланду («земле свеев») и противопоставлялся Гёталанду, «земле гётов». Часть riki, означающая «государство», появляется в названии шведского законодательного органа, риксдага (ср. дат. rigsdag, нем. Reichstag).
В названии svea («свеи, шведы»), по общепринятому мнению, лежит праиндоевропейский корень s(w)e «свой», что можно истолковать как «своё племя».
К концу XV века написание топонима изменилось на Swerighe в Швеции и Дании. В XVII веке появились варианты Swerghe, Swirghe, Swirge. По оценкам лингвистов, несмотря на разницу в написании, произношение топонима в виде Svearike и Sverige было приблизительно одинаковым. Ивар Моддер высказал гипотезу, популяризированную Яном Гийу, что форма Svearige является заимствованием из датского языка с различными коннотациями. В России до Петра I шведов называли свеи, затем восторжествовала форма, заимствованная при посредничестве других языков.

## Названия Швеции на других языках
В прибалтийско-финских языках название Швеции выглядит совершенно иначе, чем в шведском: фин. Ruotsi, эст. Rootsi, северносаам. Ruoŧŧa. Вероятно, они происходит от корня rōþs-, то есть «грести, гребля» в древнешведском.
На древнеанглийском название Швеции выглядело как Sweoland или Sweorice, что означало «земля» или «царство свеев», древнегерманского племени. Само название «свеи» (на древнескандинавском — Svíþjóð) происходит от протоскандинавского *Swihoniz — предположительно, самоназвания, содержащее праиндоевропейский корень *swe — «чей-либо, свой». Современное английское название Sweden пришло из нидерландского языка и закрепилось в XVII веке, до того в английском использовалась форма Swedeland.
Латинизированное название Suecia в различных вариациях существует в романских и славянских языках, в том числе исп. Suecia, кат. Suecia, порт. Suecia, рус. Швеция, а также в неевропейских языках, где зачастую возникает путаница между названиями Швеции и Швейцарии (исп. Suiza, кат. Suïssa, рус. Швейцария). Есть точка зрения, что в XV веке город Швиц (который дал своё название Швейцарии) действительно был назван в честь шведов. «Отец шведской историографии» Эрик Олай в своей Chronica Regni Gothorum (ок. 1470) отмечает сходство в топонимике: Swycia, quasi Suecia. Эта идея была подхвачена в XIX веке в шведском романтическом национализме (например, в труде 1836 года «История шведов» Эрика Гейера), но в настоящее время не разделяется в научном сообществе.
На китайском языке название «Швеция» передаётся как кит. 瑞典, пиньинь Ruìdiǎn, палл. жуйдянь, кант. seui6 din2. В китайском языке также наблюдается частая путаница названий «Швеция» и «Швейцария» (кит. 瑞士, пиньинь Ruìshì, палл. жуйши, кант. seui6 si6), поскольку названия обеих стран на китайском начинаются с одного и того же иероглифа 瑞 («благоприятный»). Это побудило швейцарское и шведское консульства в Шанхае в 2013 году начать кампанию для китайских туристов, чтобы помочь им различать эти страны.
На арабском языке название Швеции выглядит как «сувейд» (سويد), с прилагательным «сувейди» (سويدي) — «шведский». Эта словоформа омонимична с ранее существовавшим арабским словом «сувейд» («чёрный, тёмный, смуглый», ср. Судан) и нисбой, существующей в различных частях арабского мира (например, Ас-Сувайди — район Эр-Рияда).